# Damtroll
Damtroll, gjøltroll eller lyckotroll är små troll-leksaksfigurer av gummi. De tillverkades ursprungligen första gången 1959 av danske fiskaren och träsnidaren Thomas Dam, som inte hade råd att köpa julklappar till sin dotter. Då de andra barnen i den danska staden Gjøl, såg trollet ville de också ha sådana troll. Dams företag började snart tillverka trollen i plast, under titeln Good Luck Trolls.
En mindre variant är de så kallade penntroll som man kan sätta fast i änden på en penna.